# Out from Under
Out from Under – piosenka pop amerykańskiej piosenkarki Britney Spears. Została nagrana na jej szósty album studyjny Circus.

## Produkcja
- Autorzy: Shelly Peiken, Arnthor Birgisson, Wayne Hector
- Producent: Guy Sigsworth
- Wokal: Britney Spears

## Pozycje na listach
| Lista przebojów (2008/2009)          | Najwyższa pozycja |
| ------------------------------------ | ----------------- |
| USA Billboard Bubbling Under Hot 100 | 19                |
| Szwecja Singles Top 60 Chart         | 32                |